# Копатай
Копатай (каз. Қопатай) — упразднённое село в Шалкарском районе Актюбинской области Казахстана. Входило в состав Тогызского сельского округа. Код КАТО — 156445500. Упразднено в 2019 г.

## Население
В 1999 году население села составляло 51 человек (26 мужчин и 25 женщин). По данным переписи 2009 года, в селе проживало 60 человек (31 мужчина и 29 женщин).